# Coos Bay
Coos Bay – miasto w Stanach Zjednoczonych, w stanie Oregon, w hrabstwie Coos.